# Carpoglyphidae
Carpoglyphidae zijn  een familie van mijten. Bij de familie zijn twee geslachten met circa zes soorten ingedeeld.